# Eupithecia acyrtoterma
Eupitecia acyrtoterma es una especie de polilla de la familia Geometridae. La especie fue descrita por primera vez por Louis Beethoven Prout en 1936 con distribución en Birmania. La especie holotipo fue descrita en las colinas Kachin del sector Hpimaw. Son insectos adultos son de color gris pálido tanto en las alas delanteras como en las posteriores.

## Descripción
La envergadura es de unos 23 milímetros (0,9 plg). El ala anterior es moderadamente alargada, con la costa recta excepto en la base y cerca del ápice, donde es muy oblicuo o muy suavemente curvado en algunos individuos. La areola es indivisa de color gris pálido, ligeramente (menos que en E. virgaureata) teñido de marrón con un punto de celda negro, bastante grande (como lo es en E. virgaureata, con ciertas manchas antemedianas, medianas y posmedianas oscuras y guiones oscuros entre ellas. Las líneas transversales son poco notorias, excepto la doble posmediana (que tiene un ángulo cerca de la costa, como en E. virgaureata) y la subterminal que es pálida (con algo de sombreado oscuro incompleto proximalmente). La línea terminal es negra, interrumpida en las venas con una franja con puntos grandes pero débiles opuestas a las venas.
Las alas traseras son bastante estrechas, bastante más pálido que el ala anterior, excepto en la región abdominal y en el extremo, con un punto celular pequeño; punto subterminal cerca del tornus bastante grande, pero un poco más pálido que su entorno; la línea terminal y franja es como en las alas anteriores.